# Gevuld wafeltje

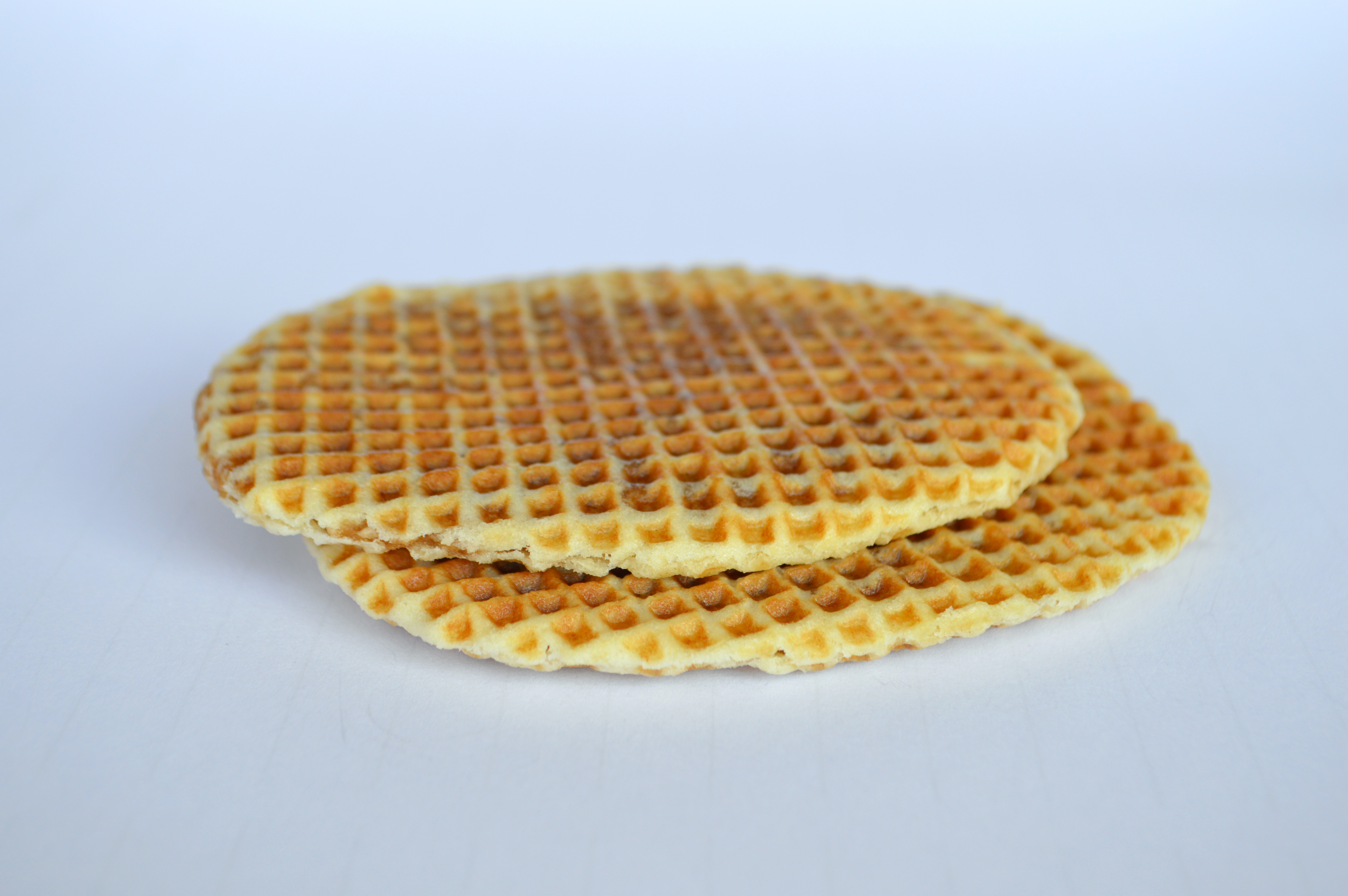
Met cassonade gevulde wafeltjes

Een gevuld wafeltje (Frans: gaufre fourrée lilloise, gaufre de Lille of gaufre Meert) is een culinaire specialiteit uit Rijsel en het Franse Noorderdepartement in het algemeen. Het is een ovaal of rechthoekig wafeltje dat gevuld is met cassonade (bruine suiker) of vanille. Het vanillewafeltje is de specialiteit van de Rijselse patisserie Maison Méert en werd in het midden van de 19e eeuw door dhr. Meert, van Vlaamse origine, bedacht. Dankzij het wafeltje werd Maison Méert hofleverancier van de koning Leopold I van België. Het was ook een favoriet van Charles de Gaulle.
Zowel de vanillewafeltjes als die met cassonade worden ook industrieel geproduceerd en bijvoorbeeld in Belgische en Franse supermarkten verkocht.
In de Belgische steden Antwerpen en Luik bestaat er een gelijkaardig wafeltje, Lackmans of Laquemant genoemd, dat gevuld is met vloeiende kandijsiroop. Het wafeltje met kaneelsmaak is gebaseerd op een Rijsels recept.